# Zaal
Een zaal is een meestal grote, overdekte ruimte, die als locatie wordt gebruikt voor bijeenkomsten, evenementen of andere doeleinden waar meerdere mensen bij betrokken zijn. 

## Soorten
Afhankelijk van hetgeen waar de zaal voor gebruikt wordt, kent men een aantal specifieke benamingen:
CollegezaalEen ruimte binnen een universiteit of hogeschool waar colleges worden gegeven. Dit wordt ook wel een auditorium genoemd.
ConcertzaalEen ruimte ingericht voor het geven van concerten. De uitdrukking “volle zalen trekken” (ook van toepassing bij theaterzalen) betekent dat een artiest veel publiek trekt.
EetzaalEen ruimte waar meerdere personen kunnen eten. Zie ook refectorium (refter) en triclinium.
FeestzaalEen ruimte ingericht voor het houden van feesten.
RidderzaalEen grote ontvangstruimte in een kasteel.
SlaapzaalEen ruimte met meerdere bedden, bijvoorbeeld in een klooster, kostschool of jeugdherberg. Zie ook dormitorium.
SportzaalEen ruimte waar een of meer sporten beoefend kunnen worden.
VergaderzaalEen ruimte specifiek ingericht voor vergaderingen. De indeling van een dergelijke zaal bestaat vaak uit een grote tafel waar alle aanwezigen omheen kunnen zitten.
TheaterzaalEen zaal waar een theatervoorstelling of andere vorm van optreden kan worden gehouden. Grotere theaters kunnen meerdere zalen hebben.
ZiekenzaalEen ruimte waarin meerdere mensen tegelijk kunnen worden opgenomen en behandeld voor ziektes of verwondingen. Komt veelvuldig voor in ziekenhuizen. Het begrip op zaal liggen verwijst naar verblijven in een ziekenzaal.

## Bekende zalen in Nederland en België
- Keizerzaal in het westwerk van de Sint-Servaasbasiliek in Maastricht (12e eeuw)
- Grote Ziekenzaal van het Sint-Janshospitaal in Brugge (12e/13e eeuw)
- Ridderzaal op het Binnenhof in Den Haag (13e eeuw)
- Pacificatiezaal van het Stadhuis van Gent (16e eeuw)
- Burgerzaal van het Paleis op de Dam in Amsterdam (17e eeuw)
- Grote Zaal van de Koninklijke Muntschouwburg in Brussel (midden 19e eeuw)
- Eregalerij van het Rijksmuseum in Amsterdam (eind 19e eeuw)
- Grote Zaal van het Koninklijk Concertgebouw in Amsterdam (eind 19e eeuw)
- Stadsfeestzaal in Antwerpen (begin 20e eeuw)
- "Halfrond" in het Paul-Henri Spaak-gebouw (Europees Parlement) in Brussel (eind 20e eeuw)

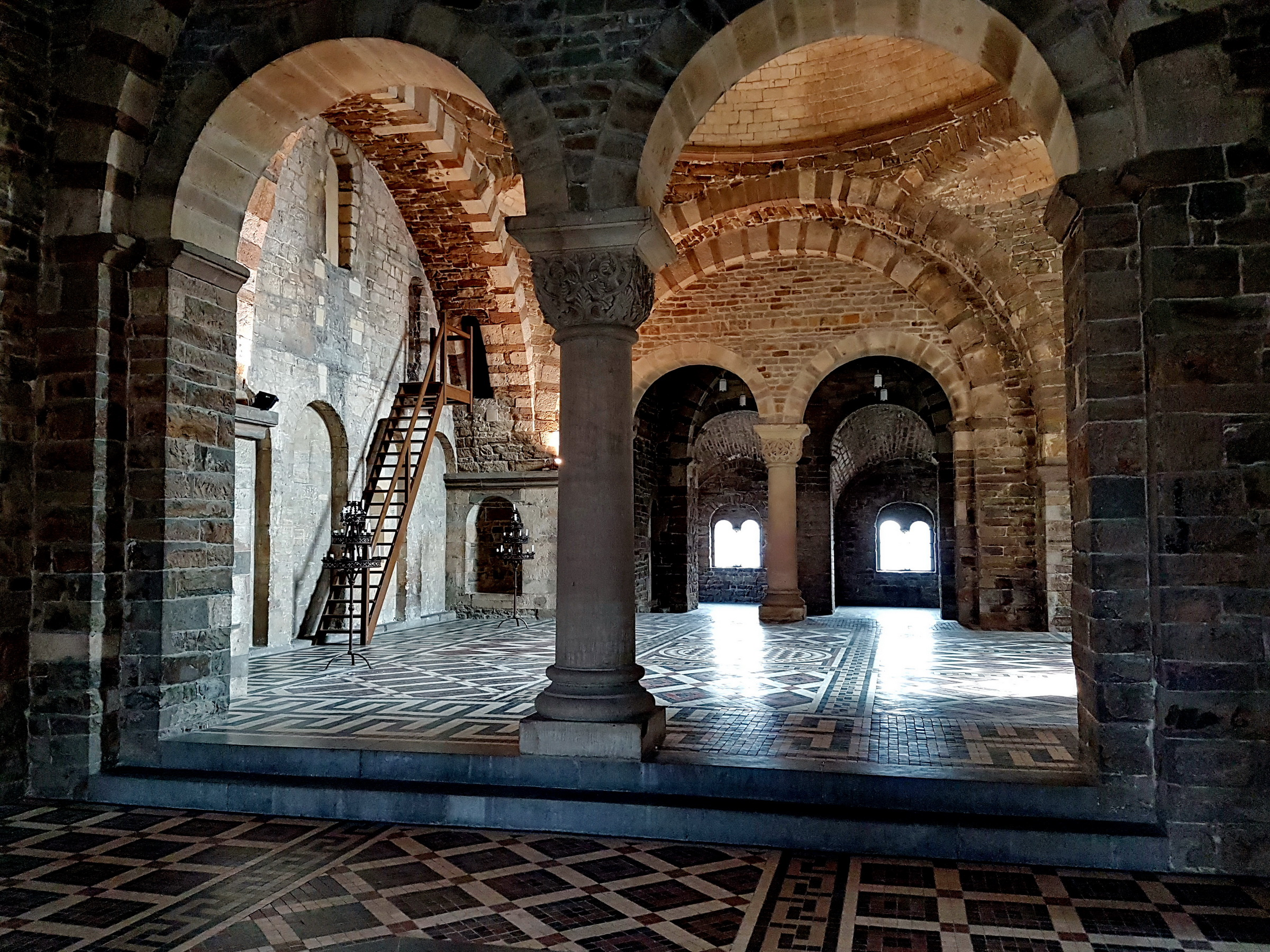
Keizerzaal, Maastricht
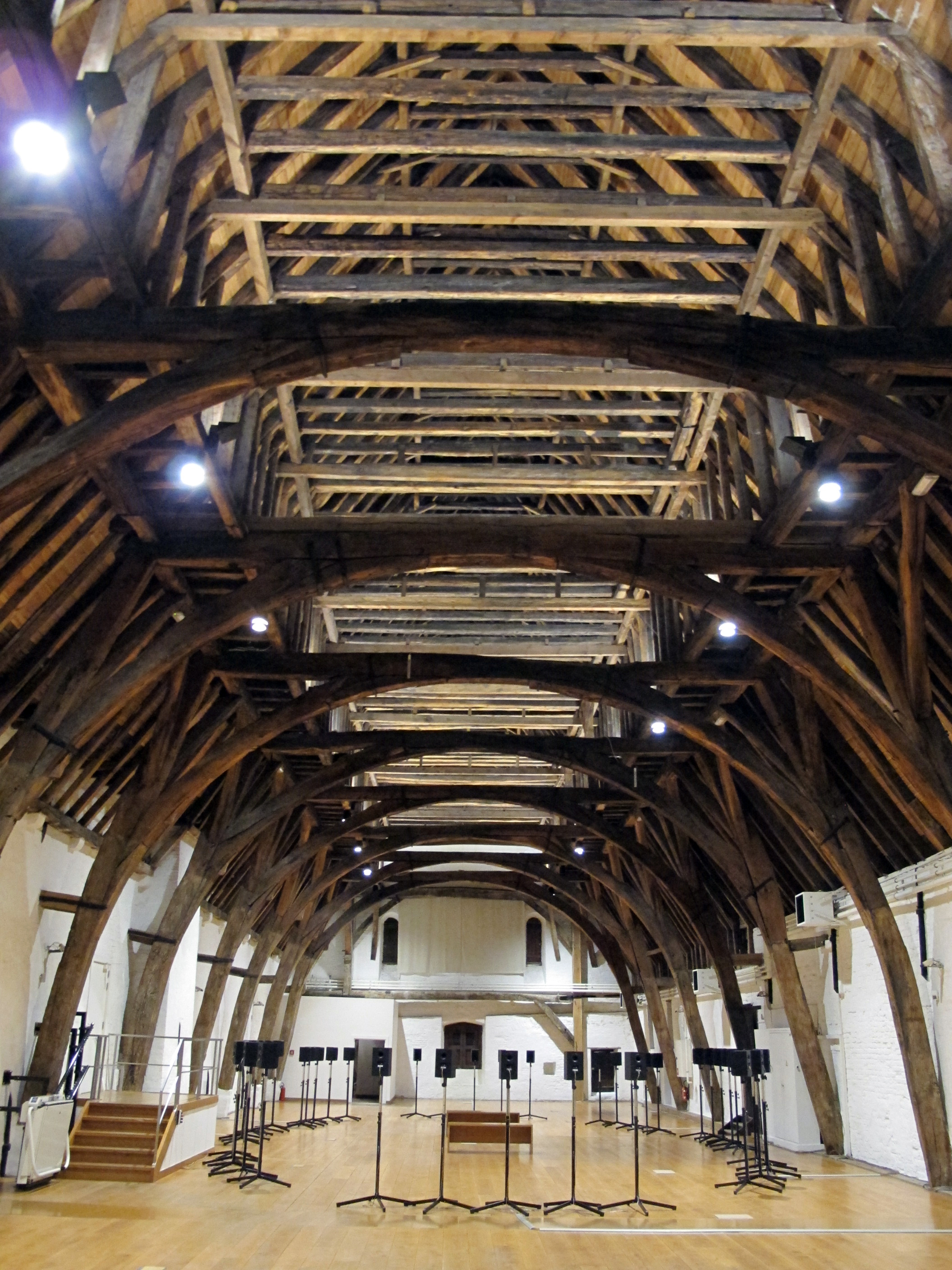
Grote Ziekenzaal, Brugge
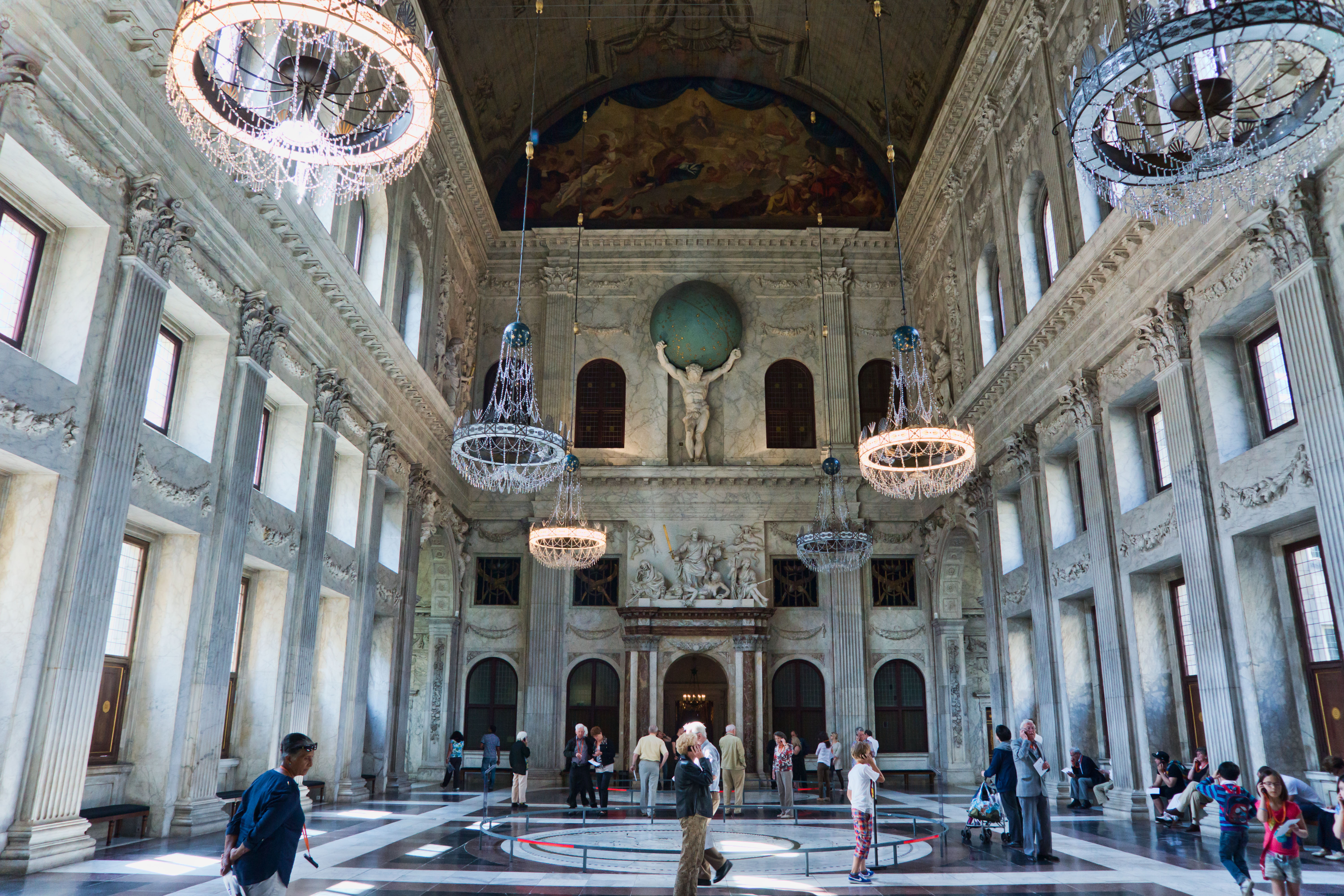
Burgerzaal, Amsterdam
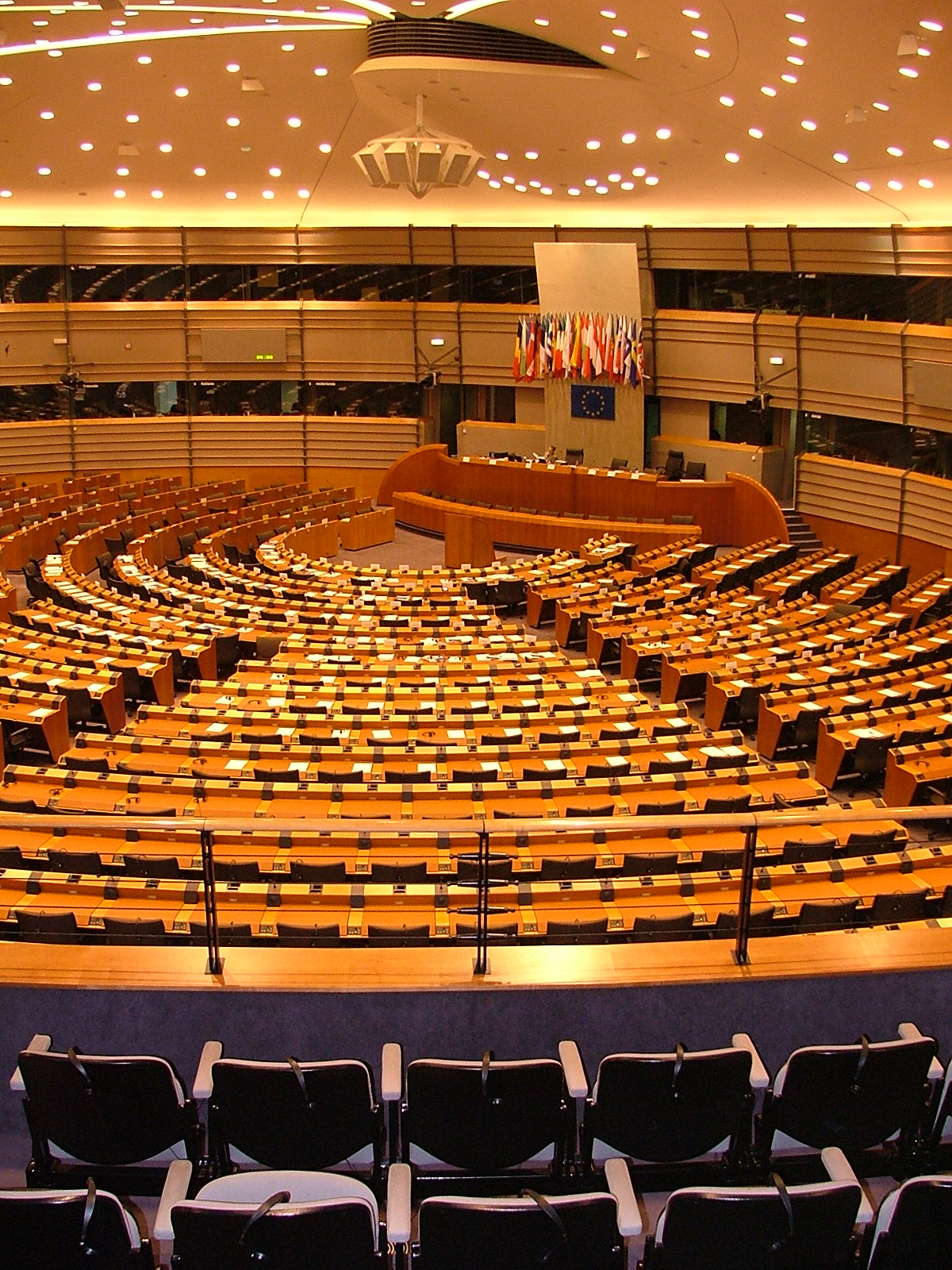
Europees Parlement, Brussel